# 永和村
永和村（えいわむら）は、かつて愛知県海部郡に存在した村である。
現在の津島市南東部、愛西市南東部、海部郡蟹江町西部、弥富市北東部に該当し、日光川、善太川に挟まれた地域である。
昭和の大合併で分割され、4市町村に編入された。

## 沿革
江戸時代末期、この地域は尾張国海東郡であり、尾張藩領であった。
- 1906年（明治39年）7月1日 - 千秋村、大井村、神島田村が合併し、永和村となる。
- 1913年（大正2年）4月4日 - 海東郡と海西郡が合併し、海部郡となり、永和村は海部郡の所属となる。
- 1956年（昭和31年）4月1日 - 津島市、海部郡蟹江町、十四山村、佐屋町に分割編入される。

### 現在の地名との関係
- 津島市に編入
  - 旧・神島田村の地区（現・津島市鹿伏兎町、半頭町、中一色町など）
- 十四山村(のち弥富市)に編入
  - 旧・千秋村の一部（現・弥富市善太町など）
- 佐屋町(のち愛西市)に編入
  - 旧・大井村（現・愛西市大井町）、旧・千秋村の一部（現・愛西市鰯江町、大野町、善太新田町など）
- 蟹江町に編入
  - 旧・千秋村の一部（現・蟹江町新千秋、富吉など）

## 交通機関
- JR関西本線永和駅(現・愛西市(旧・佐屋町)内)
- 近鉄富吉駅(現・蟹江町内。愛西市(旧佐屋町)との境界付近に立地)

## 学校
- 永和村立永和小学校（現・愛西市立永和小学校）
- 永和村立永和北小学校（現・津島市立神島田小学校）

- 永和村立永和中学校（現・愛西市立永和中学校）